# Harasta
Harasta (arabisch حرستا Ḥarastā) ist eine Stadt mit zirka 30.000 Einwohnern und liegt 5 Kilometer nordöstlich der syrischen Hauptstadt Damaskus in Ostghuta.

## Bürgerkrieg seit 2011
Seit 2012 war die Stadt zwischen der syrischen Armee und Islamistenmilizen umkämpft und wurde immer wieder zum Ziel von Luftangriffen und Artilleriebeschuss. Ende März 2018 zogen sich die Kämpfer der radikalen Salafistenmiliz Ahrar al-Scham aus der Stadt zurück, nachdem die syrische Regierung ihnen freies Geleit in noch von ihnen kontrollierte Gebiete im Nordwesten von Syrien zugesichert hatte. Am 23. März erlangte die syrische Armee schließlich die volle Kontrolle über die Stadt zurück.
In Harasta bauten sich viele Angehörige der Mittelschicht ihr Eigenheim und pendelten zum Arbeiten nach Damaskus. Es gab in Harasta zwei Kirchen, und von den rund 30.000 Einwohnern waren etwa 2500 Christen. Eine der Kirchen war die griechisch-orthodoxe St.-Elias-Kirche, die andere die griechisch-katholische Kirche der Jungfrau. 2012 wurde das Geheimdienstgebäude des Ortes gesprengt, wobei viele Menschen starben. Nach der Besetzung durch die Rebellen wurden beide Kirchen gesprengt, und die christlichen Einwohner flohen, so dass sämtliches christliches Leben verschwand. Nach der Rückeroberung durch die syrische Armee Ende März 2018 besichtigten viele Flüchtlinge ihren Heimatort, fanden jedoch völlig zerstörte Häuser und Kirchen vor. Nach den Worten des Priesters der zerstörten St.-Elias-Kirche, Gabriel Kahila, wollen die meisten dieser Christen Syrien verlassen, und niemand will nach Harasta zurückkehren.